# Aedes caecus
Aedes caecus är en tvåvingeart som beskrevs av Theobald 1901. Aedes caecus ingår i släktet Aedes och familjen stickmyggor. Inga underarter finns listade i Catalogue of Life.